# Hillsborough, Kalifornien
Hillsborough är en stad (town) i San Mateo County, i delstaten Kalifornien, USA. Enligt United States Census Bureau har staden en folkmängd på 10 958 invånare (2011) och en landarea på 16 km².